# قطعنامه ۱۱۷۸ شورای امنیت
قطعنامه  ۱۱۷۸ شورای امنیت سازمان ملل متحد که در تاریخ ۲۹ ژوئن ۱۹۹۸ تصویب شد، سندی بین‌المللی دربارهٔ بررسی وضعیت در قبرس است. این قطعنامه طی نشست ۳۸۹۸ام با ۱۵ رای موافق، ۰ مخالف و ۰ ممتنع تصویب شد.